# Apa Sherpa
Apa (nacido Lhakpa Tenzing Sherpa; c. 1961), apodado "el Super Sherpa", es un sherpa nepalí montañero que mantiene el récord de alcanzar la cumbre del monte Everest más veces que ninguna otra persona. Ha coronado la cima veintiún veces. Como parte de la expedición Eco Everest 2011, Apa hizo su última cima en mayo del 2011.

## Primeros años
El Sherpa Lhakpa Tenzing nació a principios de los 60 en Thame, una villa en Nepal en la zona del Everest, cerca de la frontera con China. Tras la muerte de su padre cuando él tenía solo 12 años de edad, Apa se hizo responsable de su familia, que consistía en su madre, sus dos hermanas y tres hermanos pequeños. Abandonó la escuela y ganó dinero trabajando como porteador para grupos de montañeros. Su carrera como escalador comenzó en 1985, y trabajó como cocinero y porteador para varios grupos pero no tuvo una oportunidad de alcanzar la cima hasta 1990.

## Vida personal
Apa se casó con Yangjin, también residente de Thame, en 1988 y tuvo dos hijos —Tenjing y Pemba— y una hija, Dawa. La familia se trasladó a los Estados Unidos con la ayuda de su amigo Jerry Mika para unos negocios y para proveer de una educación mejor para sus hijos. Viven en Draper, Utah.
En abril de 2008, Apa fundó la Fundación Apa Sherpa, dedicada a la mejora de la educación y el desarrollo económico en Nepal. Cuando no había expediciones, Apa trabajaba para Diamond Mold, una compañía de mecanizado de precisión y moldura por inyección en Salt Lake City, Utah que también ha apoyado a su fundación.

## Carrera como escalador
Apa alcanzó la cima del monte Everest en su cuarto intento, el 10 de mayo de 1990, con un equipo de Nueva Zelanda liderado por el escalador Rob Hall con Peter Hillary, hijo de Edmund Hillary. Empezó su carrera como Sirdar, o jefe Sherpa, para muchas expediciones de gran altitud.
Alcanzó la cima cada año entre 1990 y 2011, excepto en 1996 y 2001; todas excepto tres veces han sido en mayo, y en 1992 alcanzó la cima dos veces.
Apa en su escalada en mayo de 2010 dijo que la escalada del Everest se había vuelto más difícil debido al deshielo y las caras de roca descubierta. Vio cambios visibles sobre la cima del Everest debido al calentamiento global.

### Ascenso de mayo de 2009
Apa rompió su propio récord alcanzando la cima por 19na vez el 21 de mayo de 2009 como miembro de La Expedición Eco Everest, liderada por Bill Burke, cuyo propósito era generar conciencia sobre el cambio climático. El equipo pasó media hora en la cima de la montaña sosteniendo un cartel con la inscripción "Stop Climate Change (Detengan el cambio climático)". El equipo descendió con cinco barriles de basura de montaña que incluían las partes de un helicóptero estrellado, latas de aluminio y material de ascenso. En esta expedición, un colega Sherpa, Lhakpa Nuru, fue sepultado por una avalancha, el 7 de mayo de 2009.

### Ascenso de mayo de 2011
En este ascenso Apa rompió una vez más su propio récord, alcanzando la cima del Everest por vigésima primera vez el 11 de mayo de 2011.

## Great Himalayan Trail
En abril de 2012, lideró con éxito la primera expedición a completar: la Gran Himalaya Trail, 1,700 kilómetros (1,050 millas) de recorrido que abarca toda la longitud de los Himalayas nepalíes. The Great Himalaya Trail es considerado como uno de los treks más difíciles del mundo. Apa Sherpa y tres compañeros partieron en enero en el climáticamente inteligente Celebrity Trek, una expedición que promueve el turismo y destaca los efectos del cambio climático. Los aventureros salieron de la sombra de la tercera cumbre más alta del mundo, el monte Kanchenjunga, en el este y terminó en la frontera de Nepal con el Tíbet, en el oeste 20 días antes de lo programado. En el camino atravesaron algunos de los paisajes más agrestes del mundo, ascendiendo más allá de 6.000 metros (19.600 pies). Dawa Steven Sherpa, un miembro de la expedición que ha escalado el Everest dos veces, dijo que el grupo encontró que las comunidades de montaña que dependen de la agricultura de subsistencia estaban sufriendo los efectos de cambio climático.